# چارالامپوس چانتزوپولوس
چارالامپوس چانتزوپولوس (یونانی: Χαράλαμπος Προκόπιος Χαντζόπουλος؛ زادهٔ ۸ ژوئیهٔ ۱۹۹۴) بازیکن فوتبال اهل آلمان است.